# Formica occidentalis
Formica occidentalis é uma espécie de formiga do gênero Formica, pertencente à subfamília Formicinae.